# Ford Freestar
A Freestar é uma minivan de porte médio-grande da Ford baseada no Ford Five Hundred. Foi lançada uma versão chamada Mercury Monterey pela divisão Mercury da Ford em 2004.